# Juan Garafulic Dubravcic
Juan Garafulic Dubravcic (Santiago, 8 de julio de 1905-Ibíd, 3 de septiembre de 1978) fue un médico cirujano y político chileno de ascendencia croata, miembro del Partido Socialista (PS). Se desempeñó como ministro de Salud Pública y Previsión Social de su país, durante el gobierno del presidente Juan Antonio Ríos y las vicepresidencias de Alfredo Duhalde Vásquez y Vicente Merino Bielich entre febrero y septiembre de 1946.

## Familia y estudios
Nació en Santiago de Chile el 8 de julio de 1905, hijo de los inmigrantes croatas Juan Garafulic y Catalina Drubravcic, originarios de la isla de Brač. Realizó sus estudios primarios y secundarios en el Instituto Nacional General José Miguel Carrera. Continuó los superiores en la Escuela de Medicina de la Universidad de Chile, titulándose en 1928, con la tesis Vacunoterapia legal en prostatitis y orquitis gonocócica. Más adelante, efectuó cursos de perfeccionamiento en el extranjero.
Se casó con Mina García Reyes.

## Carrera profesional
Comenzó a ejercer su profesión en Santiago, siendo médico del Hospital San José, de las Escuelas de Desarrollo para Débiles Mentales y Débiles Fisiológicos y de la Escuela de Ciegos y Sordomudos. También, fue ayudante de la Clínica Neurológica Universitaria.
Desde 1930, actuó como médico jefe de la Sección de Reservación de la Casa de Menores de Santiago. Asimismo, a partir de 1935, se desempeñó como médico del Manicomio Nacional y médico jefe de la Sección Pediátrica Infantil Anexa al Manicomio.
Por otra parte, fue profesor de medicina en la Casa de Menores, en el Instituto Central de Perfeccionamiento, en la Dirección de Sanidad, en la Asociación de Profesores y en la Escuela de Verano y Manicomio. En 1937, representó a Chile ante los Congresos Internos de Higiene Mental, en París (Francia), de Psiquiatría Infantil en el mismo país, de Perfeccionamiento Médico en Berlín (Alemania, y Antialcohólico, en Varsovia (Austria).
En 1939 se incorporó al directorio de la empresa Laboratorio Chile y al Departamento de Previsión del Ministerio de Salubridad, Previsión y Asistencia Social, bajo la presidencia de Pedro Aguirre Cerda. Fue uno de los fundadores de la Asociación Chilena de Higiene Mental (actual Sociedad Chilena de Salud Mental; SChSM). Entre los años 1942 y 1962, ocupó el cargo de director de la Sección de Neuropsiquiatría Infantil del Hospital de Niños Manuel Arriarán.
Debido a su cercanía con el sector médico, fue de las siguientes instituciones: Sociedad Médica de Chile; Sociedad de Pediatría de Chile; Sociedad de Neurología, Psiquiatría y Medicina Legal y de la Asociación Médica de Chile. En el extranjero fue miembro honorario de la Sociedad de Neurología y Psiquiatría del Perú y de la Sociedad Médica de París.
Fue autor de diversos artículos de prensa, ensayos sociológicos, tesis, apuntes, crónicas humorísticas y una obra de teatro en un acto, así como también, tradujo obras teatrales y literarias del idioma francés al castellano. Desde 1942 hasta 1947, sirvió como consejero de la organización Censura Cinematográfica.
Por sus trabajos en investigación en salud mental de adultos y menores, fue condecorado por los gobiernos de Perú y Yugoslavia.

## Carrera política
Militante del Partido Socialista (PS), el 3 de febrero de 1946 fue nombrado por el presidente radical Juan Antonio Ríos, como titular del Ministerio de Salubridad, Previsión y Asistencia Social, función que ocupó hasta la muerte de Ríos y luego en las vicepresidencias de Alfredo Duhalde Vásquez y Vicente Merino Bielich. Estas finalizaron el 6 de septiembre del mismo año, fecha en que dejó el gabinete. En su gestión, realizó varias iniciativas de bien público, como por ejemplo, el «Convenio Sanitario Fronterizo Tripartito» entre Chile, Perú y Bolivia, el cual facilitó el combate de enfermedades infecciosas y parasitarias en las zonas fronterizas del altiplano.
Posteriormente, en el marco de la administración del presidente Gabriel González Videla, en 1950 presidió la delegación chilena que asistió al Congreso Internacional de Psiquiatría, realizado en París, Francia.
Falleció en Santiago el 3 de septiembre de 1978, a los 73 años. Sus restos fueron velados en el Club de la República y sepultados en el Cementerio General de Santiago, ubicado en la comuna de Recoleta.

## Obras escritas
- Quedamos en eso... (1962).[Nota 2]
- El lunes paso sin falta.[3]